# Sebastián Saucedo Moreno
Sebastián Saucedo Moreno (Chiclana de la Frontera, Cádiz, 23 de septiembre de 1949) es un profesor y político español del PSOE y alcalde de Chiclana de la Frontera desde el 3 de septiembre de 1983 al 23 de mayo de 1986. Fue militante de la organización Socialista Clandestina durante los últimos años de la dictadura franquista.

## Biografía
Licenciado en Filosofía y Letras, además de profesor de Secundaria y Bachillerato, fue concejal del Ayuntamiento de Chiclana de la Frontera, continuando como delegado provincial de Cádiz, de la consejería de medio ambiente de la Junta de Andalucía, cargo que ocupó desde 1986 a 2001, y posteriormente Subdelegado del Gobierno en dicha provincia cargo que ocupó entre 2004 a 2011.
Ha sido uno de los fundadores de la Agrupación Socialista de Chiclana, el cual crearon en 1974 entre varios políticos; José Antonio Gómez Periñan, Inés Sánchez, Magdalena Romero y Pedro Quiñones
Fue miembro del Clan de Chiclana, y por último ha trabajado en la implementación de políticas ambientales y en la coordinación de la administración pública a nivel provincial.

### Alcalde de Chiclana (1983-1986)
Sebastián Saucedo fue elegido alcalde el 23 de mayo de 1983, tras ganar el PSOE con 15 concejales, mientras que otros como el independiente obtuvieron 2 y el PCE 1, mientras que la Coalición Popular 2 concejales al igual que el Partido Comunista de España, siendo el Partido Socialista el Ganador, llevando a Saucedo al consistorio chiclanero.
Fue cesado el 3 de septiembre de 1986 tras ganar el PSOE de José de Mier con una mayoría absoluta, 70 votos, mientras que la Coalición Popular, 13, y Izquierda Unida 4, siendo el Partido Socialista Obrero Español el ganador de las elecciones, llevando a José de Mier a ser alcalde.